# Think About Things
Singles de Daði og Gagnamagnið
Ég er að fíla mig (Langar ekki að hvíla mig)
(2019) Where We Wanna Be
(2020)
Chansons représentant l'Islande au Concours Eurovision de la chanson
Hatrið mun sigra
(2019) 10 Years
(2021)
Think About Things est une chanson du chanteur islandais Daði Freyr et son groupe Gagnamagnið. Elle est sortie le 10 janvier 2020 en single dans sa version islandaise intitulée Gagnamagnið. 
La chanson aurait dû représenter l'Islande au Concours Eurovision de la chanson 2020 à Rotterdam, aux Pays-Bas, le 29 février 2020. Le groupe devait participer à l'Eurovision avec la version anglaise de leur chanson. Avant l'annulation du concours en raison de la Covid-19, la chanson était considérée comme l'une des favorites à remporter le concours. La chanson a également obtenu un succès viral, recevant l'acclamation par plusieurs célébrités américaines et internationales,,.

## À l'Eurovision
Think About Things devait représenter l'Islande au Concours Eurovision de la chanson 2020 après avoir remporté la sélection du pays, Söngvakeppnn 2020 le 29 février 2020.
La chanson aurait dû être interprétée en neuvième position de l'ordre de passage de la deuxième demi-finale, le 14 mai 2020. Cependant, le 18 mars 2020, l'annulation du Concours en raison de la pandémie de Covid-19 est annoncée.

## Crédits
- Daði Freyr – voix
- Pétur Karl – guitare
- Gísli Brynjarsson – saxophone
- Árný Fjóla Ásmundóttir – chœurs
- Hulda Kristiín Kolbrúnardóttir – chœurs
- Sigrún Birna Pétursdóttir – chœurs
- Arna Lára Pétursdóttir – chœurs, mixage audio
- Aron Ingi Albertsson – mixage
- Bassi Ólafsson – mixage
- Styrmia Hauksson – mastering

## Classements hebdomadaires
| Classement (2020)                       | Meilleure position |
| --------------------------------------- | ------------------ |
| Belgique (Flandre Ultratip 100)         | 3                  |
| Belgique (Flandre Ultratop 50 Airplay)  | 36                 |
| Belgique (Flandre Ultratop R&B/Hip-Hop) | 4                  |
| Belgique (Wallonie Ultratip 50)         | Tip                |
| Écosse (OCC)                            | 10                 |
| Irlande (Irish Singles Chart)           | 3                  |
| Islande (Tonlist)                       | 1                  |
| Lituanie (AGATA)                        | 13                 |
| Pays-Bas (Nederlandse Tipparade)        | 14                 |
| Royaume-Uni (UK Singles Chart)          | 34                 |
| Royaume-Uni (UK Download Chart)         | 8                  |
| Suède (Sverigetopplistan)               | 33                 |

## Historique de sortie
| Pays   | Date            | Format                       | Label     | Version            | Réf.   |
| ------ | --------------- | ---------------------------- | --------- | ------------------ | ------ |
| Divers | 10 janvier 2020 | - Téléchargement - streaming | RÚV       | Gagnamagnið        | [ 11 ] |
| Divers | 20 janvier 2020 | - Téléchargement - streaming | RÚV       | Think About Things | [ 11 ] |
| Divers | 10 avril 2020   | - Téléchargement - streaming | AWAL, EAN | Think About Things | [ 11 ] |